# Burg Lohr (Insingen)
Die Burg Lohr ist eine  abgegangene mittelalterliche Niederungsburg bei Lohr, einem heutigen Ortsteil der Gemeinde Insingen im Landkreis Ansbach in Bayern.
Die Burgstelle befindet sich etwa 370 Meter südöstlich bis ostsüdöstlich der Kirche in Lohr im Lohrbachtal, nördlich an der Straße nach Bockenfeld.
Von der 1381 mit dem Dorf zerstörten Burganlage, ein Ansitz der Herren von Lohr, sind noch Grabenreste erhalten.